# Burton Agnes Hall
Burton Agnes Hall est un manoir élisabéthain du village de Burton Agnes, près de Driffield dans le Yorkshire de l'Est, en Angleterre. Il est construit par Henry Griffith en 1601-1610 sur des plans attribués à Robert Smythson . L'ancien manoir Normand Burton Agnes, construit à l'origine en 1173, se dresse toujours sur un site adjacent ; les deux bâtiments sont maintenant des bâtiments classés Grade I.

## Architecture

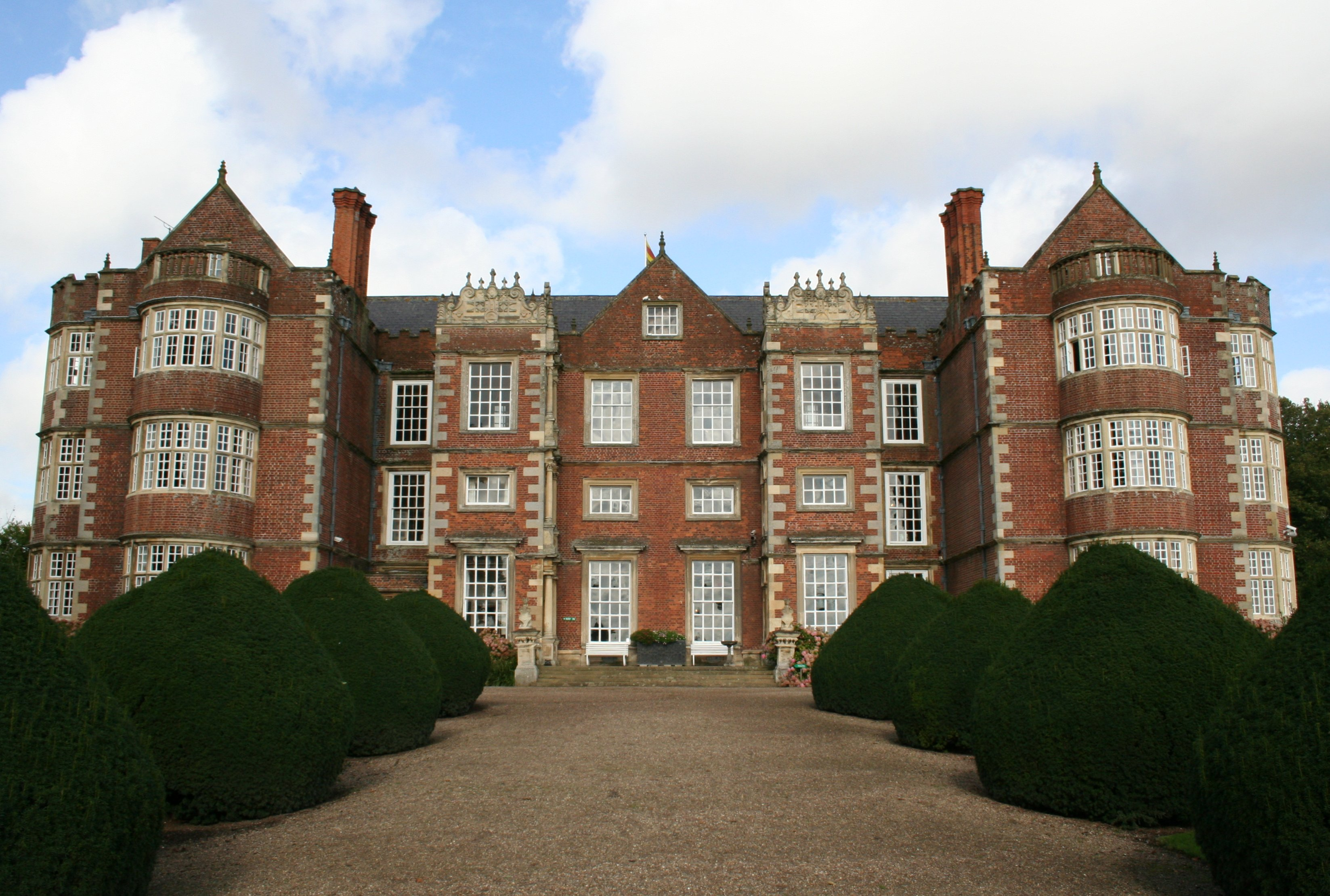
La façade du Burton Agnes Hall

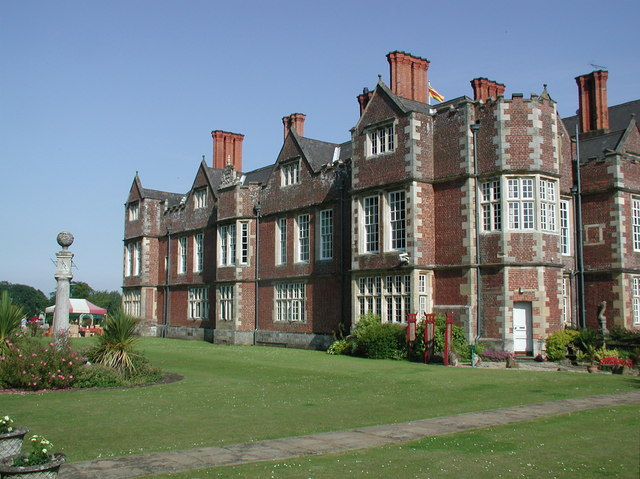
Une des façades latérales asymétriques

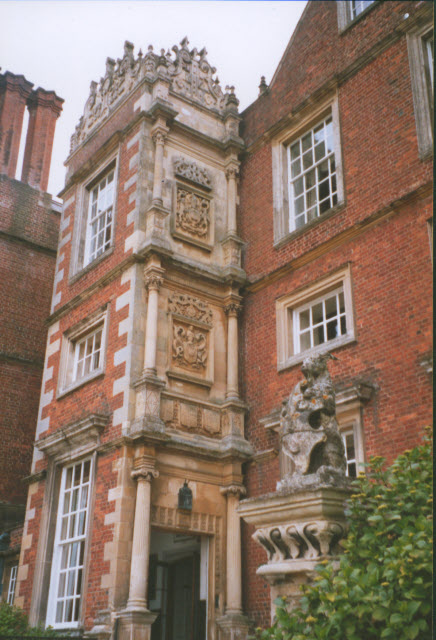
L'entrée du Porche

Le manoir contient un certain nombre de beaux plafonds en plâtre et de cheminées du XVIIe siècle. Le plafond de la Long Gallery est restauré en deux étapes par Francis Johnson entre 1951 et 1974. Le plan attribué à John Smythson présente un bloc carré avec des baies vitrées et une petite cour intérieure. La façade d'entrée comprend de nombreuses fenêtres et de nombreuses baies saillantes en forme, deux carrées flanquant l'entrée centrale, deux semi-circulaires aux extrémités des ailes saillantes, ainsi que deux à cinq côtés autour des angles. La variété dans la ligne d'horizon est créée par des pignons alternant avec des parapets de niveau.
La façade principale est construite un étage plus haut que le reste de la maison pour contenir une longue galerie courant sur toute la longueur du deuxième étage, de sorte que les façades latérales mineures sont asymétriques. Les deux travées carrées en saillie flanquant la double travée centrale contiennent le porche et la baie vitrée à l' extrémité grillagée du hall. Cela a conservé une disposition traditionnelle, mais avec la porte du porche placée là où elle ne se voit pas, non pas devant mais sur le côté de sa projection; de cette manière la symétrie apparente est préservée. Les pièces principales varient en taille en raison des retraits des baies vitrées, mais la principale caractéristique de l'intérieur est la longue galerie, qui s'étend sur toute la longueur de la façade principale, couverte d'un plafond à toit de wagon richement plâtré. La "grande chambre". maintenant divisé en deux, est placé au premier étage au-dessus du parloir. Même si la maison a subi de nombreuses rénovations, de nombreux éléments du XVIIe siècle subsistent tels que des boiseries sculptées, du plâtre et de l'albâtre.
Les jardins abritent 3 000 espèces de plantes et comprennent la collection nationale de campanules . Le jardin fleuri clos de murs présente un motif de jeux avec un échiquier central joué sur des pavés noirs et blancs.
Le manoir élisabéthain et les vestiges de l'ancien manoir classé Grade I sont ouverts au public tout au long de l'année.

## Histoire
Le domaine est entre les mains de la même famille depuis que Roger de Stuteville a construit un manoir sur le site en 1173. En 1457, Sir Walter Griffith vient s'y installer. Les Griffiths sont une famille galloise qui émigre dans le Staffordshire au XIIIe siècle et hérite du domaine Burton Agnes.
La maison élisabéthaine actuelle est construite à proximité en 1601–10 par Sir Henry Griffith, 1er baronnet, après avoir été nommé au Conseil du Nord. Sa fille Frances Griffith, héritière du domaine, épouse Sir Matthew Boynton, gouverneur du Château de Scarborough et premier baronnet de Boynton. À sa mort en 1634, le domaine est légué à leur fils Francis, plus tard le deuxième baronnet Boynton. Selon la légende, le crâne de la plus jeune fille de Sir Henry, Anne, est muré dans la Grande Salle. Il est réputé être un crâne hurlant, et revenir dans la maison dès qu'on l'enlève .
La veuve du 6e baronnet épouse John Parkhurst de Catesby Priory, Northamptonshire, connu sous le nom de "Handsome Jack", qui dilapide une grande partie de la fortune familiale et néglige le domaine.
À la mort du onzième baronnet en 1899, la maison passe à sa fille, qui épouse Thomas Lamplugh Wickham et qui adopte le nom de famille supplémentaire de Boynton. À sa mort, il passe à son tour à leur fils Marcus Wickham Boynton, qui exploite avec succès un haras sur le domaine pendant de nombreuses années et est haut shérif du Yorkshire de 1953 à 1954. Il décède en 1989 et laisse la propriété à un cousin éloigné, Simon Cunliffe-Lister, alors âgé de douze ans, petit-fils du vicomte Whitelaw et fils du 3e comte de Swinton. Aujourd'hui, le domaine appartient au Burton Agnes Preservation Trust et est géré par Cunliffe-Lister et sa mère, l'hon. Dame Susan Cunliffe Lister.